# Сухая Оржица
Сухая Оржица (укр. Суха Оржиця) — левый приток реки Чумгак, протекающий по Золотоношскому (Черкасская область) и Лубенскому (Полтавская область) районам (Украина).

## География
Длина — 37 км. Площадь водосборного бассейна — 223 км². Русло реки в приустьевой части (возле села Пилиповичи) находится на высоте 91,5 м над уровнем моря, в среднем течении (водохранилище возле села Грушковка) — 104,0 м. 
Берёт начало из водно-болотных угодий, что в севернее Степановка на территории Полтавской области. Река течёт на юго-восток. В верховье дважды пересекает административную границу Полтавской и Черкасской областей, также небольшой по длине участок служит административной границей, в Черкасской области протекает вдоль села Степановка, большая часть протекает по Полтавской области. Впадает в реку Чумгак (на 3,4-км от её устья) между сёлами Пилиповичи и Круподеринцы. 
Русло слабо-извилистое, шириной до 1 м, в приустьевой части шириной 6 м и глубиной 1,5 м. Долина с пологими склонами, шириной до 2 км, глубиной до 10 м. Ширина поймы до 300 м. В верховье реки создан каскад водохранилищ. 
Пойма заболоченная с луговой или тростниковой растительностью. 
Реку в приустьевой части пересекает магистральный газопровод Уренгой — Помары — Ужгород.
Притоки: нет крупных  
Населённые пункты на реке (от истока до устья):
1. Степановка
2. Сербиновка (Перше Травня)
3. Грушковка
4. Писарщина
5. Григоровка
6. Михайловка
7. Стукаловка
8. Пилиповичи